# Ricky Paull Goldin
Ricky Paull Goldin, pseudonimo di Richard Paull Goldin (San Francisco, 5 gennaio 1965), è un attore statunitense.
È famoso per aver interpretato Gus Aitoro nella soap opera statunitense Sentieri dal 2001 al 2008.
Nel 2008 è entrato nel cast de La valle dei pini, fino all'episodio finale trasmesso nel 2011. Nel 2013 viene scritturato per interpretare il ruolo di Jesse Graves nella soap opera Beautiful.